# Assemblea Comunitària de Kosovo i Metohija
L'Assemblea Comunitària de Kosovo i Metohija (en serbi: Skupština Zajednice opština Autonomne Pokrajine Kosovo i Metohija, Скупштина Заједнице општина Аутономне Покрајине Косово и Метохија) és l'Assemblea de l'associació de governs locals creats per les autoritats municipals a Kosovo, elegits l'11 de maig de 2008, en unes eleccions municipals convocades pel govern de Sèrbia. Va ser creada a Mitrovica (a la regió coneguda pels serbis com Kosovo del Nord) per a representar els municipis que van rebutjar la declaració d'independència de Kosovo. L'Assemblea està composta per 45 representants, que van ser nomenats per 26 municipis repartits al llarg dels enclavaments serbis a Kosovo; la majoria dels delegats són serbis, amb alguns representants de minories bosnia, romaní i gorani.

## Reaccions
Les eleccions sobre les quals s'assenta l'assemblea no van ser reconegudes per la Missió de les Nacions Unides a Kosovo (UNMIK), ni pel govern de Kosovo. La creació de l'Assemblea Comunitària va ser condemnada pel president Fatmir Sejdiu, per ser un acte destinat a "desestabilitzar Kosovo", mentre que la UNMIK va dir que no era un problema greu, ja que no tindrà un paper funcional.

## Composició
- Partit Radical Serbi – 17
- Partit Democràtic de Sèrbia (DSS) – 13
- Partit Socialista de Sèrbia – 4
- Partit Democràtic (DS) – 3
- G17 Plus – 1
- Inciativa Cívica de Gora – 1
- Independent – 4